# Teucholabis (Teucholabis) dasytes
Teucholabis (Teucholabis) dasytes is een tweevleugelige uit de familie steltmuggen (Limoniidae). De soort komt voor in het Australaziatisch gebied.